# Näsuddens naturreservat
Näsudden är ett naturreservat i Österåkers kommun. Naturreservatet instiftades år 2010 och har en yta på 72,6 hektar, varav 45 hektar består av vatten. Näsudden är en halvö i två delar, med Kristenholmen i norr och Gästholmen i söder. Dessa delar var ursprungligen två separata öar, men landhöjningen har gjort det möjligt att nå Gästholmen via en låglänt del med strandäng.

## Miljö
Området är kuperat och omväxlande med många olika naturtyper och småmiljöer. På höjderna finns det hällmarkstallskog och i lägre områden är det lundartad blandlövskog med öppnare partier från tidigare åker- och slåtterbruk. Det finns även strandängar. Skogsstyrelsen har klassat stora delar av naturreservatet som nyckelbiotop. Får och nötboskap betar i området.